# Acacia myriadenia
Acacia myriadenia é uma espécie de leguminosa do gênero Acacia, pertencente à família Fabaceae.